# IONIS Education Group
IONIS Education Group је група приватних високих школа у Француској. Настала је 1980. године, а  2023. имала је више од 35 000 студената и 100 000 дипломаца. Данас образује у областима трговине, информационих технологија, летачтву, енергетики, Саобраћају, биологији, манаџементу, финансијама, маркетингу, комуникацијама и дизајну. Чланове групе чине 29 школа.

## Чланови

### -{IONIS Institute of Business
- ISG Business School
- ISG Luxury Management
- ISG RH
- ISG Sport Business Management
- маркетинг и комуникације
- ICS Bégué
- Институт европског високошколског образовања по погледу акција
- MOD'SPE Paris
- XP, the international esport & gaming school}-

### IONIS Institute of Technology
- Concours Advance
- École pour l'informatique et les techniques avancées
- École pour l'informatique et les nouvelles technologies
- École spéciale de mécanique et électricité}-
- IA Institut
- Политехнички институт за напредне науке
- -{Sup'Biotech
- E-Artsup
- Epitech Digital
- Epitech Executive
- IONIS}- Школа технологија и менаџмента
- Coding Academy
- SecureSphere by EPITA
- Supinfo
- Web@cademy

### -{IONIS Education Solutions
- École des technologies numériques appliquées
- Fondation IONIS
- IONIS 361
- IONISx
- PHG Academy}-